# Mercury Motorsport & Engineering Company
Mercury Motorsport & Engineering Company Limited war ein britischer Hersteller von Automobilen.

## Unternehmensgeschichte
Peter Baisden, einer der Gründer von Kara Sports Cars, gründete 1993 zusammen mit Richard Turner und Karl Seyfang das Unternehmen in Shoeburyness in der Grafschaft Essex. Sie übernahmen das Projekt von Kara und begannen mit der Produktion von Automobilen und Kits. Der Markenname lautete Mercury. 1998 endete die Produktion. RS Automotive und später RS Motorsport setzten die Produktion unter eigenem Markennamen fort. Insgesamt stellten diese vier Unternehmen bisher etwa 115 Exemplare her.

## Fahrzeuge
Das einzige Modell Evolution 200 entsprach dem bisherigen Kara 430. Dies war eine Nachbildung des Ford RS 200. Die Basis bildete ein Spaceframe-Rahmen. Darauf wurde eine Karosserie aus Paneelen aus Fiberglas montiert. Radaufhängungen, Lenkung und Bremsen kamen vom Ford Sierra. Verschiedene Vierzylindermotoren und V6-Motoren von Ford, V6-Motoren von Renault und V8-Motoren trieben die Fahrzeuge an.